# Pokrovka, Petrove
Pokrovka (în ucraineană Покровка) este un sat în așezarea urbană Petrove din regiunea Kirovohrad, Ucraina.

## Demografie
Componența lingvistică a localității Pokrovka
     Ucraineană (97,62%)
     Rusă (2,38%)
Conform recensământului din 2001, majoritatea populației localității Pokrovka era vorbitoare de ucraineană (97,62%), existând în minoritate și vorbitori de rusă (2,38%).